# Bồ câu gà lôi
Bồ câu gà lôi, tên khoa học Otidiphaps nobilis, là một loài chim trong họ Bồ câu.

## Hình ảnh

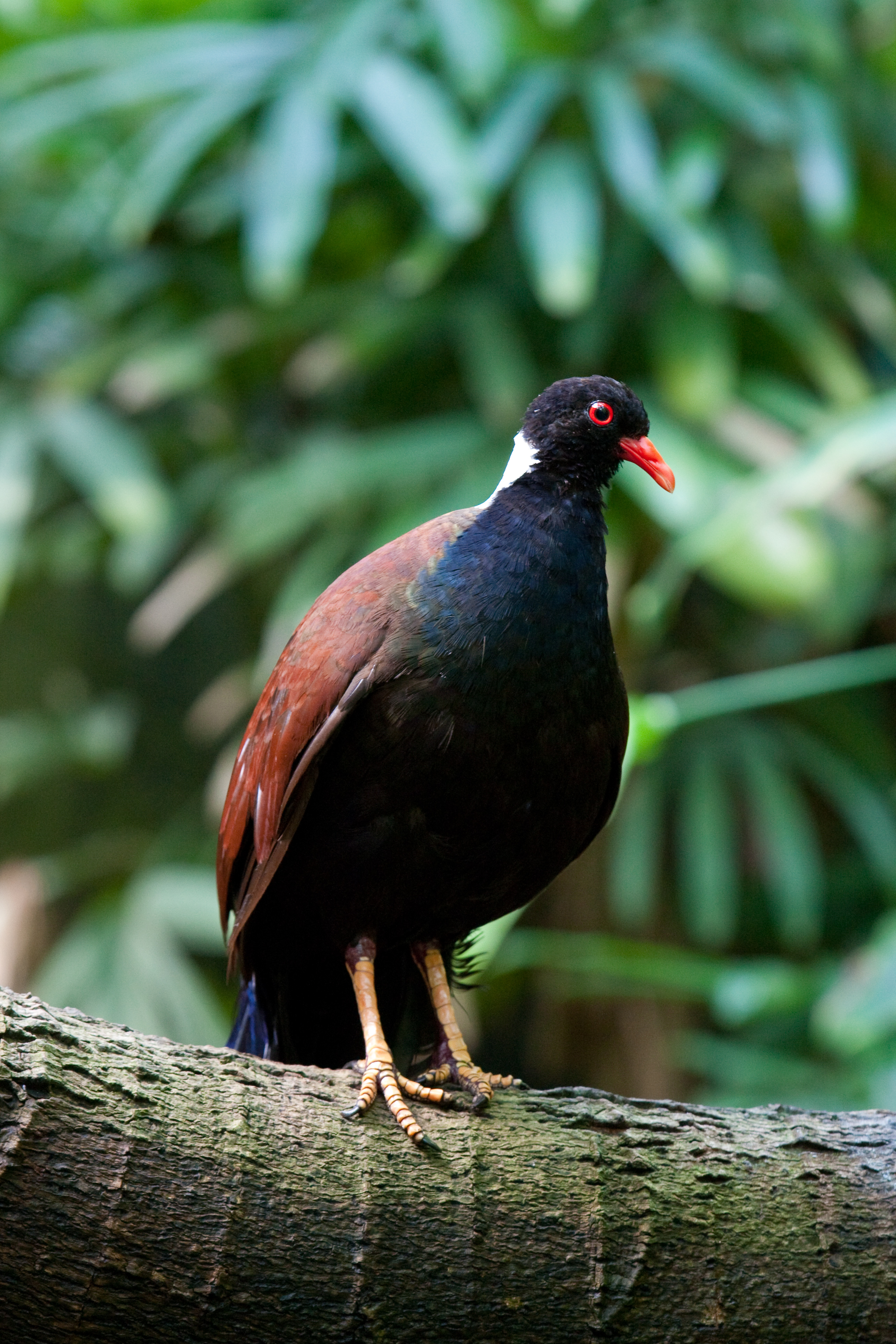
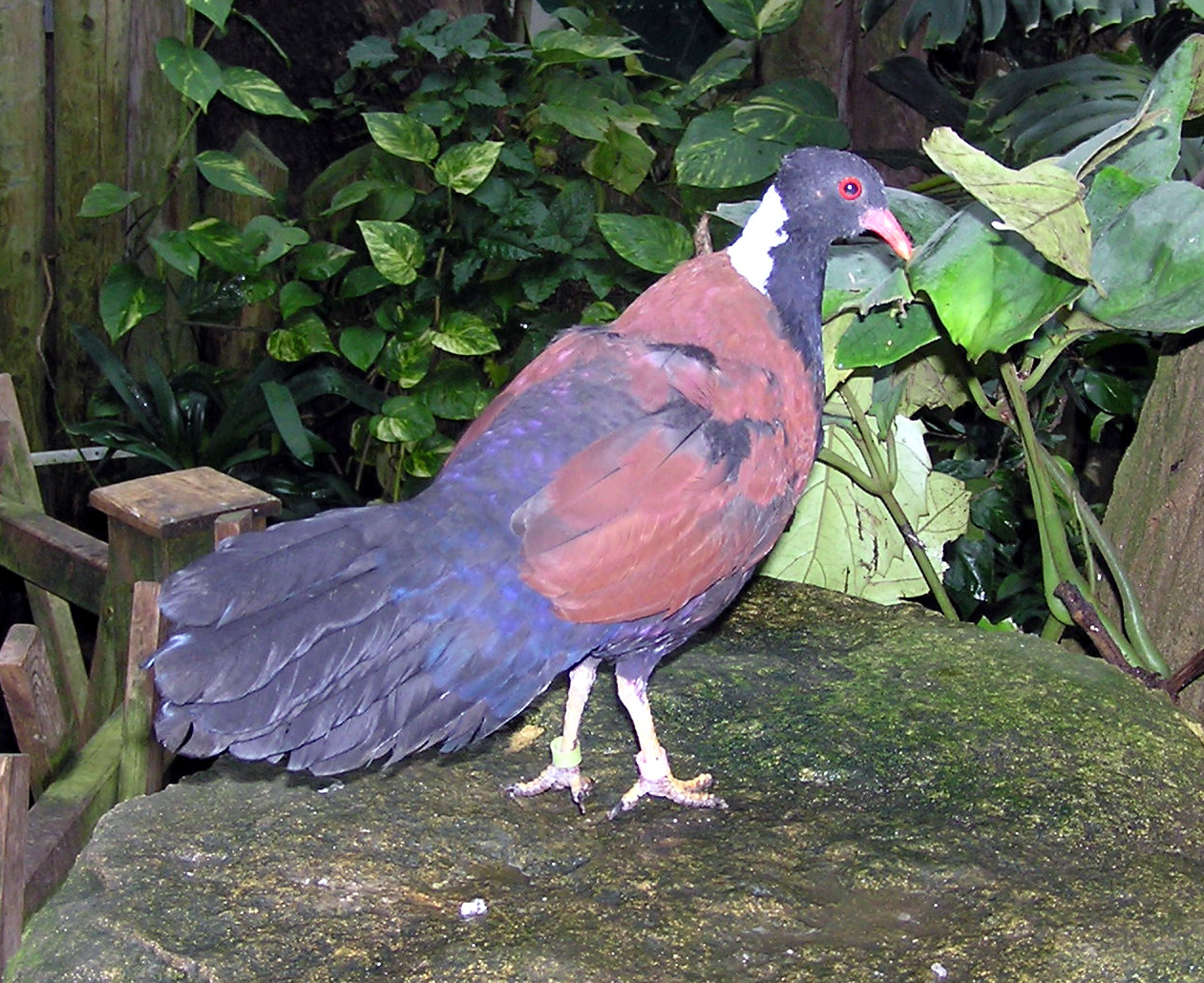
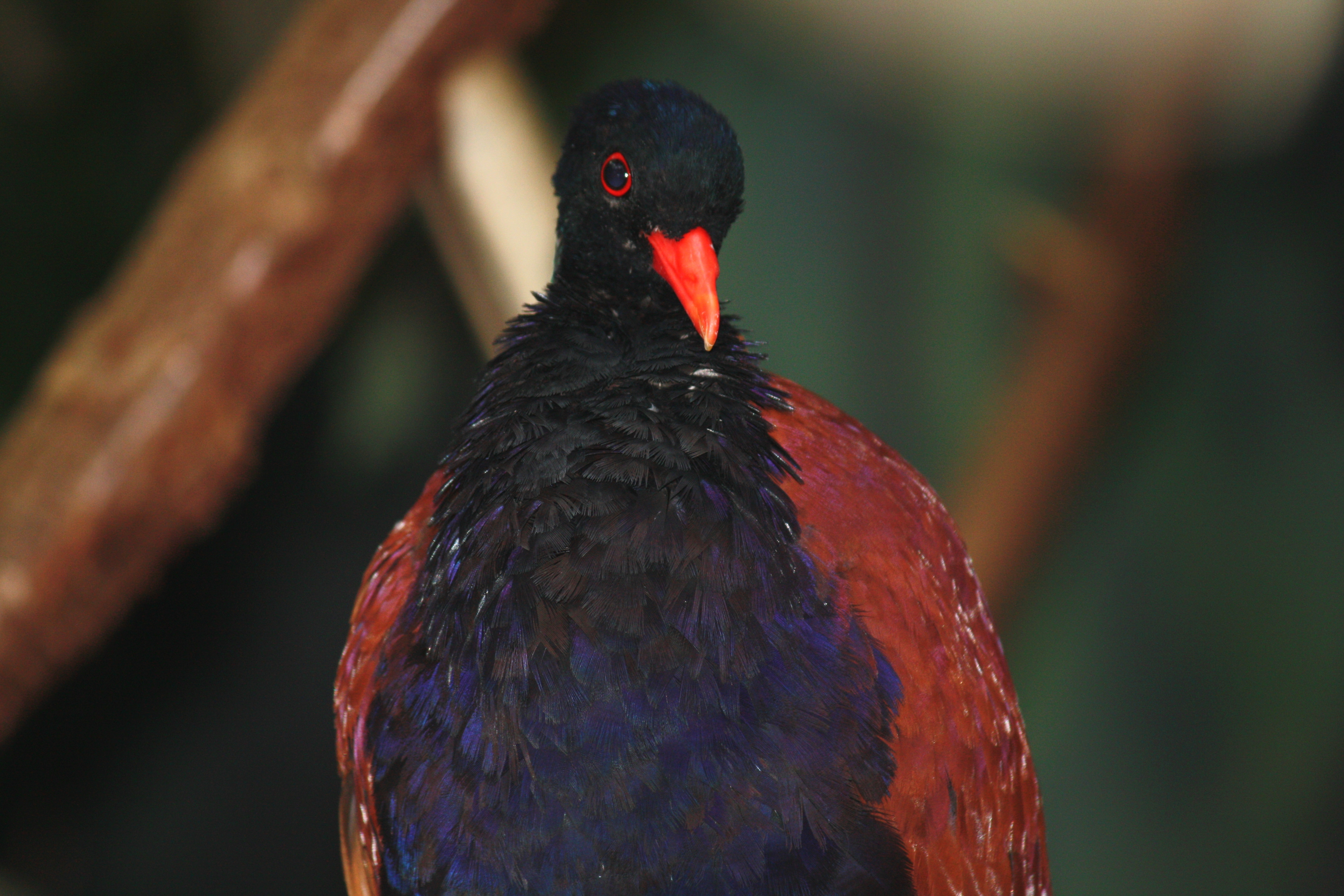
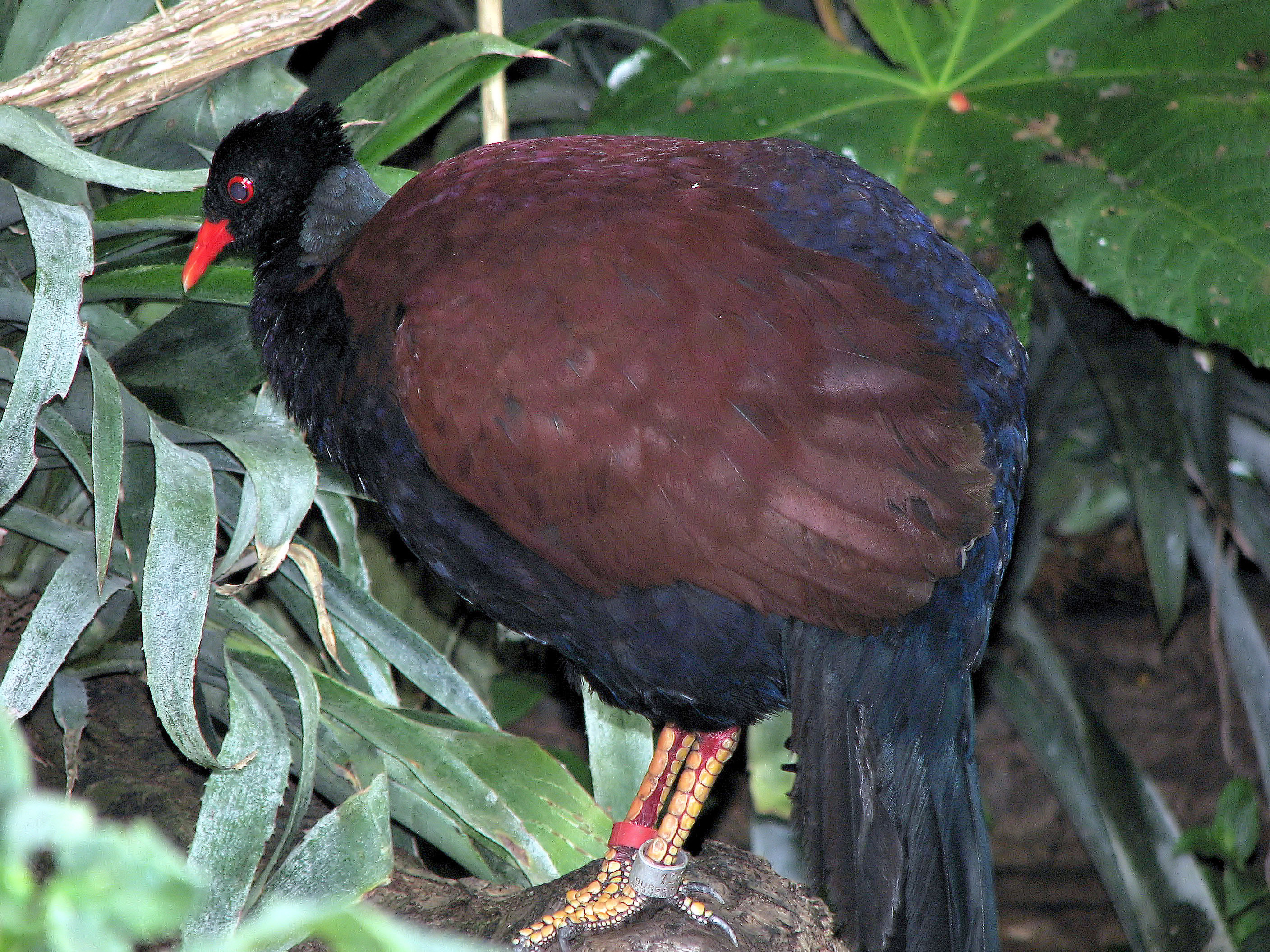